# فونگ هینگ وا
فونگ هینگ وا (انگلیسی: Fung Hing Wa؛ زادهٔ ۱۲ دسامبر ۱۹۹۲) بازیکن فوتبال اهل هنگ کنگ است.
از باشگاه‌هایی که در آن بازی کرده‌است می‌توان به باشگاه فوتبال یوکوهاما اشاره کرد.
وی همچنین در تیم‌های ملی فوتبال زیر ۲۳ سال هنگ کنگ و هنگ کنگ بازی کرده‌است.